# Nyaya-sutra
El Nyāyasūtra (pronunciado cercanamente a "Niáa-ia-súutra") es un antiguo texto de filosofía hindú compuesto por Akshapada Gótama hacia el siglo II a. C.
- Nyāyasūtra, en el sistema AITS (alfabeto internacional de transliteración sánscrita).
- न्याय, en escritura devánagari.
- La pronuniciación exacta es [ˌnjɑːjə.ˈsuːtɾə], transcrita según el AFI.

Estos sutras constan de 528 aforismos, repartidos en cinco capítulos, cada uno de ellos con dos secciones.
El núcleo del texto fue escrito en el siglo II a. C., aunque hay interpretaciones posteriores.
El Nyāyasūtra es un análisis epistemológico acerca de cuáles son los medios para conocer la verdad (aunque esta doctrina queda siempre subordinada a los textos religiosos del hinduismo, lo que le quita la categoría de «filosofía»).

## Comentarios posteriores
Los comentarios críticos posteriores han sido principalmente de los filósofos indios
Vatsiaiana (entre el siglo I y VI d. C.), seguido por
el Niaia-varttika de Uddyotakāra (entre el siglo VI y VII),
el Tat-paria tika de Vāchaspati Miśra (siglo IX),
el Tat-paria pari-shuddhi de Udayana (siglo X), y
el Niaia-mañyari de Jayanta (siglo X).

## Propósito
El propósito último de los Nyāyasūtra es la consecución de la salvación (moksha), lograda a partir del conocimiento y asimilación de 16 categorías de conceptos que son:
1. pramana (medios para el conocimiento)
2. prameia (objetos del conocimiento válido)
3. samshaia (dudas)
4. praióyana (propósitos)
5. drishtanta (ejemplos)
6. siddhanta (conclusiones)
7. avaiava (silogismos)
8. tarka (argumentos)
9. nirnaia (determinaciones)
10. vada (debates)
11. yalpa (disputas)
12. vitanda (críticas destructivas)
13. hetwa bhasa (falacias)
14. chala (discusiones)
15. yāti (refutaciones) y
16. nigraja sthana (derrota del oponente).